# Кучборк-Осада (гмина)
Кучборк-Осада (пол. Kuczbork-Osada) — сельская гмина (волость) в Польше, входит как административная единица в Журоминский повет, Мазовецкое воеводство. Население — 5058 человек (на 2004 год).

## Демография
| Перепись                       | Всего   | Всего | Женщины | Женщины | Мужчины | Мужчины |
| ------------------------------ | ------- | ----- | ------- | ------- | ------- | ------- |
| Единицы                        | человек | %     | человек | %       | человек | %       |
| Население                      | 5058    | 100   | 2530    | 50      | 2528    | 50      |
| Плотность населения (чел./км²) | 41,6    | 41,6  | 20,8    | 20,8    | 20,8    | 20,8    |

## Поселения
1. Багенице-Дуже
2. Багенице-Мале
3. Багенице-Нове
4. Ходубка
5. Хойново
6. Госцишка
7. Козельск
8. Кшивки-Братки
9. Кучборк-Весь
10. Кучборк-Осада
11. Лонжек
12. Мяново
13. Нидзгора
14. Недзялки
15. Нова-Весь
16. Ольшевко
17. Осова
18. Пшиспа
19. Сарново
20. Шронка
21. Выгода
22. Зелёна

## Соседние гмины
1. Гмина Дзялдово
2. Гмина Липовец-Косцельны
3. Гмина Любовидз
4. Гмина Плосница
5. Гмина Шреньск
6. Гмина Журомин